# باب شگفت
باب شگفت، روستایی از توابع بخش مرکزی شهرستان بردسیر در استان کرمان ایران است.این روستا در فاصله ی ۴ کیلومتری شمال شهر بردسیر قرار دارد

## جمعیت
این روستا در دهستان مشیز قرار دارد و براساس سرشماری مرکز آمار ایران در سال ۱۳۸۵، جمعیت آن ۲۲۰ نفر (۵۳خانوار) بوده‌است.